# Amt Aigle

Château d’Aigle, Sitz der Gubernatoren von Aigle (1744)

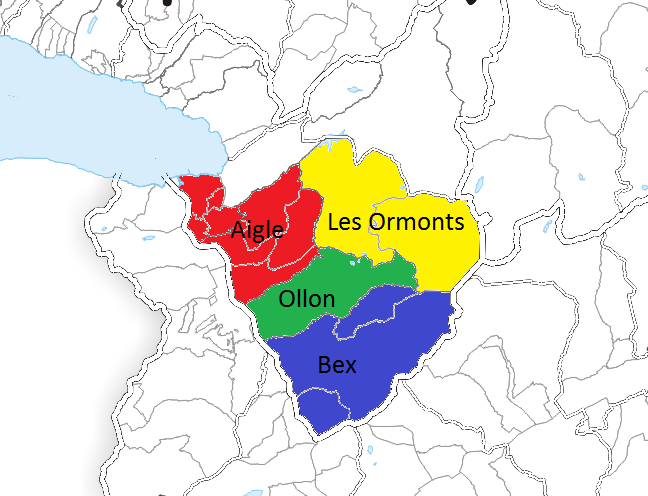
Einteilung des Amts Aigle (1475–1798)

Das  Amt Aigle (dt. Aelen) war ab 1475 eine Landvogtei in der Stadt und Republik Bern in der Alten Eidgenossenschaft. Das Amt Aigle war in die vier Mandements Aigle, Ollon, Bex und Les Ormonts eingeteilt. Das Amt Aigle wurde 1798 zum Bezirk Aigle, und die Mandements wurden zu Cercles. Mit der Einbeziehung von Villeneuve wurde ein zusätzlicher, fünfter Cercle gebildet, zu welchem die vier nordwestlichsten Gemeinden des Mandement Aigle dazugeschlagen wurden (Chessel, Noville, Rennaz, Roche (VD)).

## Liste der Gubernatoren
| - Georg vom Stein, 1475 - Niklaus Baumer, 1477 - Peter Steiger, 1478–1482 - Thomas Schöni, 1482–1686 - Werner oder Leonhard Läubli, 1486–1490 - Urs Werder, 1490–1497 - Hans Rudolf Nägeli, 1497–1502 - Anton Brüggler, 1502–1509 - Niklaus von Graffenried, 1509–1512 - Hans Huber, 1512 - Hans von Weingarten, 1512–1516 - Ludwig von Diesbach, 1516–1519 - Niklaus von Graffenried, 1519–1525 - Jakob von Rovéréa, 1525–1528 - Felix von Diesbach, 1528–1533 - Anton Tillier, 1533–1538 - Hans Huber, 1538–1543 - Peter Stürler, 1543–1549 - Niklaus Tillmann, 1549–1553 - Georg von Weingarten, 1553–1558 - Niklaus von Graffenried, 1558–1561 - Peter Koch, 1561 - Abraham von Graffenried, 1566 - Vinzenz Dachselhofer, 1574 - Bendicht von Erlach, 1577 | - Johann von Erlach, 1583 - Marquart Zehender, 1583–1585 - Anton Dachselhofer, 1585 - David Michel, 1591 - Abraham Stürler, 1597 - Anton von Erlach, 1603 - Bernhard von Werdt, 1609 - Hans Rudolf Horn, 1612 - Peter Haller, 1618 - Hans Franz von Luternau, 1623 - Franz Güder, 1629 - Franz Ludwig von Erlach, 1635 - Johann Anton von Erlach, 1641 - Hans Franz von Luternau, 1647 - Gabriel von Diesbach, 1653 - Beat Fischer, 1659 - Konrad Güder, 1665 - Ludwig Stürler, 1671 - Anton von Graffenried, 1673 - Anton Lombach, 1679 - Ulrich Thormann, 1685 - Johann Philipp Schmalz, 1691 - Anton Knecht, 1697 - Hans Jakob Fischer, 1703 | - Emanuel Ryhiner, 1708 - Beat Jakob May, 1714 - Jakob Jenner, 1720 - Samuel Matthey, 1725 - Hans Franz Wurstemberger, 1731 - Samuel Wurstemberger, 1737 - Beat Sigmund Ougspurger, 1737 - Ludwig von Bonstetten, 1749 - Jakob Emanuel Bucher, 1755–1761 - Sigmund Emanuel von Graffenried, 1761 - Albrecht von Haller, Vize-Gubernator, Stellvertreter, 1761–1763 - Friedrich Wilhelm Bondeli, 1763–1769 - Johann Rudolf Wagner, 1769 - Philipp von Büren, 1775–1781 - Niklaus Alexander von Wattenwyl, 1781–1787 - Niklaus von Diesbach, 1787–1793 - Beat Emanuel Tscharner, 1793–1798 |